# Conamomum spiceum
Conamomum spiceum là một loài thực vật có hoa trong họ Gừng. Loài này được Henry Nicholas Ridley mô tả khoa học đầu tiên năm 1922 dưới danh pháp Amomum spiceum. Năm 2018, Jana Leong-Škorničková và Axel Dalberg Poulsen chuyển nó sang chi mới phục hồi là Conamomum.

## Phân bố
Loài này có trong khu vực Malaysia bán đảo.